# Ixtlán de Juárez
Ixtlán de Juárez è un comune del Messico, situato nello stato di Oaxaca.